# Direito de existir

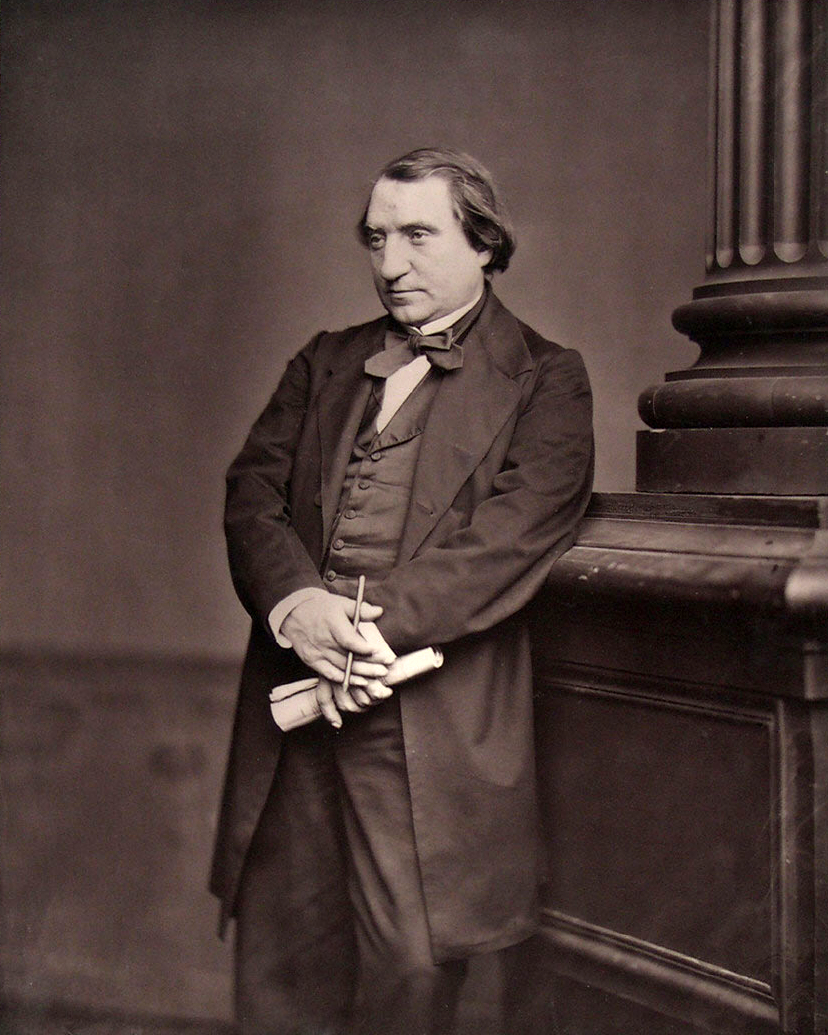
Historiador francês Ernest Renan defendeu o direito de existir em "O que é uma Nação?" (1882).

O direito de existir é dito ser um atributo de nações. De acordo com um ensaio do filósofo francês do século XIX Ernest Renan, um estado tem o direito de existir quando os indivíduos estão dispostos a sacrificar seus próprios interesses pela comunidade que representa. Ao contrário da autodeterminação, o direito de existir é um atributo dos Estados e não dos povos. Não é um direito reconhecido no direito internacional. A frase apareceu proeminente no conflito árabe-israelense desde a década de 1950.
O direito de existir de um Estado de "fato" pode ser equilibrado contra o direito de outro Estado de integridade territorial. Os defensores do direito de existir retornam ao "direito de existência", que é considerado um direito fundamental dos Estados reconhecidos pelos escritores em direito internacional por centenas de anos.

## Uso histórico
Thomas Paine usou a frase "direito de existir" para se referir a formas de governo, argumentando que o governo representativo tem o direito de existir, mas que o governo hereditário não. Em 1823, Sir Walter Scott defendeu o "direito de existir no povo grego". (Os gregos estavam então se rebelando contra o domínio turco.) De acordo com "O que é uma Nação?" do Renan (1882), "Enquanto essa consciência moral [chamada de nação] provar sua força pelos sacrifícios que exigem a abdicação do indivíduo em benefício da comunidade, é legítimo e tem o direito de existir. Se surgirem dúvidas quanto às suas fronteiras, consulte as populações nas áreas em disputa". A existência não é um direito histórico, mas "um plebiscito diário, assim como a existência de um indivíduo é uma afirmação perpétua da vida", disse Renan. A frase ganhou enorme uso em referência à dissolução do Império Otomano em 1918. "Se a Turquia tem o direito de existir - e os Poderes são muito rápidos para afirmar que ela tem - ele possui um bom direito de defender-se igualmente contra todas as tentativas imperiais a sua existência política", escreveu Eliakim e Robert Littell em 1903. Em muitos casos, o direito de uma nação de existir não é questionado e, portanto, não é afirmado.

### Armênia
O direito de existir da Armênia tornou-se conhecido como a questão Armênia durante o Congresso de Berlim em 1878, e novamente seria solicitado durante o Genocídio armênio na Primeira Guerra Mundial.

### Nação Basca
De acordo com os nacionalistas bascos, "Euzkadi (o nome do nosso país em nossa própria língua) é o país dos bascos, com o direito de existir independentemente como país como a Polônia ou a Irlanda. Os bascos são pessoas muito antigas..."

### Chechênia
A frase "direito de existir" também foi usada em referência ao direito dos chechenos (aos olhos dos adeptos) para estabelecer um estado independente da Rússia.

#### Israel
O reconhecimento árabe do direito de Israel de existir fazia parte do plano de paz de 1947 de Folke Bernadotte. Os Estados árabes deram isso como motivo para rejeitar o plano. Na década de 1950, o deputado do Reino Unido, Herbert Morrison, citou então o líder egípcio Abdel Nasser dizendo que "Israel é um Estado artificial que deve desaparecer.". A questão foi descrita como central entre Israel e os árabes.
Após a guerra de junho de 1967, o porta-voz egípcio Mohammed H. el-Zayyat afirmou que o Cairo aceitou o direito de Israel de existir desda assinatura do armistício israelo-árabe em 1949. Ele acrescentou que isso não implicava o reconhecimento de Israel. Em setembro, os líderes árabes adotaram uma posição linha dura de "três nãos" na Resolução de Cartum: Nenhuma paz com Israel, nenhum reconhecimento de Israel e nenhuma negociação com Israel. Mas em novembro, o Egito aceitou a Resolução 242 do Conselho de Segurança das Nações Unidas, que implicava a aceitação do direito de Israel de existir. Ao mesmo tempo, O presidente Gamal Abdel Nasser instou Yasser Arafat e outros líderes palestinos a rejeitarem a resolução. "Você deve ser nosso braço irresponsável", disse ele. Rei Hussein da Jordânia também reconheceu que Israel tinha o direito de existir neste momento. Enquanto isso, a Síria rejeitou a Resolução 242, dizendo que "refere-se ao direito de Israel de existir e ignora o direito dos refugiados [palestinos] de voltarem para suas casas".
Ao assumir o cargo de primeiro-ministro em 1977, Menachem Begin falou da seguinte forma: Nosso direito de existir - você já ouviu falar de tal coisa? Entraria na mente de qualquer britânico ou francês, belga ou holandês, húngaro ou búlgaro, russo ou americano, para pedir ao seu povo que reconhecesse o direito de existir? ..... Mr. Speaker (Presidente da Câmara dos Comuns do Reino Unido): Da Knesset de Israel, eu digo ao mundo, nossa própria existência por si só é nosso direito de existir!
Conforme relatado pelo Financial Times, em 1988, Yasser Arafat declarou que os palestinos aceitaram o direito de Israel de existir. Em 1993, houve uma troca de cartas oficiais entre o primeiro-ministro israelense Yitzhak Rabin e o presidente Arafat, no qual Arafat declarou que "a OLP afirma que os artigos do Pacto palestino que negam o direito de Israel de existir e as disposições do Pacto que é incompatível com os compromissos desta carta, sendo agora inoperantes e não são mais válidos." Em 2009, o primeiro-ministro Ehud Olmert exigiu que aAutoridade Palestiniana aceitasse o direito de Israel existir como um Estado judeu, que a Autoridade Palestiniana rejeitou. O plenário da Knesset aprovou inicialmente em maio de 2009 um projeto de lei criminalizando a negação pública do direito de Israel de existir como um Estado judeu, com uma pena de até um ano de prisão.
Em 2011, o embaixador da AP (Autoridade Palestiniana) na Índia, Adli Sadeq, escreveu no jornal oficial da AP: "Eles [israelenses] têm um erro comum ou um equívoco pelo qual eles se enganam, assumindo que Fatah os aceite e reconhecesse o direito de seu Estado existir, e que é apenas o Hamas que os aborrece e não reconhece o direito deste Estado de existir. Ignoram o fato de que este Estado, baseado em uma empresa fabricada [sionista], nunca teve qualquer fragmento de direito de existir ". Em uma parte diferente do artigo, o embaixador da AP explicou explicitamente: "Não há dois palestinos que discordam do fato de Israel existir, e o reconhecimento disso está reafirmando o óbvio. Mas o reconhecimento do seu direito de existir é outra coisa diferente do reconhecimento de sua existência [fisicamente]".
Em 2013, o primeiro-ministro do Hamas, Ismail Haniyeh, reiterou que os árabes palestinos como um todo jamais reconhecerão Israel: "Tivemos duas guerras...mas os palestinos não reconheceram e não reconhecerão Israel".

#### Palestina
Em 1947, uma resolução da Assembleia Geral das Nações Unidas prevê a criação de um "Estado árabe" e um "Estado judeu" para existir na Palestina no Plano de Partição das Nações Unidas para a Palestina. Foi descrito pelo Prof. Joseph Massad como "uma proposta não vinculativa que nunca foi ratificada ou adotada pelo Conselho de Segurança e, portanto, nunca adquiriu legitimidade legal, conforme exigem as normas da ONU". A Agência judaica, precursora do governo israelense, concordou com o plano, mas os palestinos rejeitaram e os conflitos começaram a surgir. Após a declaração de independência unilateral de 14 de maio de 1948 de Israel, o apoio dos países árabes vizinhos intensificou a guerra civil na Palestina de 1947-1948 levando a guerra árabe-israelense de 1948. O estatuto jurídico e territorial de Israel e da Palestina ainda é muito disputado na região e na comunidade internacional.
Em junho de 2009, Barack Obama disse que "os israelenses devem reconhecer que, assim como o direito de Israel de existir, não pode ser negado, nem o da Palestina pode ser".
Conforme relatado pelo New York Times, em 1988 Yasser Arafat declarou que os palestinos aceitaram as Resoluções 242 e 338 do Conselho de Segurança das Nações Unidas, o que garantiria "o direito de existir em paz e segurança para todos". Em 1993, houve uma troca de cartas oficiais entre o primeiro-ministro israelense Yitzhak Rabin e o presidente Arafat, no qual Arafat declarou que "a OLP afirma que os artigos do Pacto palestino que negam o direito de Israel de existir e as disposições do Pacto são incompatíveis com os compromissos desta carta, sendo agora inoperantes e não são mais válidos ".
Em 2009, o primeiro-ministro Ehud Olmert exigiu que a Autoridade Palestina aceitasse o direito de Israel de existir como um Estado judeu, que a Autoridade Palestiniana rejeitou. O plenário do Knesset aprovou inicialmente em maio de 2009 um projeto de lei criminalizando a negação pública do direito de Israel de existir como um Estado judeu, com pena de até um(1) ano de prisão.
Em 2011, o presidente da Autoridade Palestina, Mahmoud Abbas, disse em um discurso no parlamento holandês em Haia que o povo palestino reconhece o direito de Israel de existir e eles esperam que o governo israelense responda "reconhecendo o Estado palestino nas fronteiras das terras ocupadas em 1967."
Os ministros do governo israelense Naftali Bennett e Danny Danon rejeitaram repetidamente a criação de um Estado palestino, com Bennett declarando: "Eu farei tudo o que estiver ao meu alcance para garantir que nunca obtenham um Estado". Bennett afirmou que "abandonar o controle da Cisjordânia iria expor a frente de Israel para os túneis de infiltração que levam ao centro de Israel", citando o caso de Gaza como cenário que poderia se repetir. Em uma entrevista de agosto de 2011 com Teymoor Nabili na Al Jazeera inglesa, Danny Danon disse: "Há lugar apenas para um Estado na terra de Israel... Eu não acredito em uma solução de dois estados.", reafirmando sua posição em junho de 2013: "Oy vey! É uma ofensa tão criminosa opor-se a uma solução de dois Estados?" Em junho de 2016, uma pesquisa mostrou que apenas 4 dos 20 ministros israelenses aceitaram o direito do Estado da Palestina de existir  Uma pesquisa realizada em 2011 pela Universidade Hebraica indicou que 58% dos israelenses e 50% dos palestinos apoiam uma solução de dois Estados baseada nos parâmetros de Clinton.
Abbas defendeu a decisão de buscar o reconhecimento unilateral de um Estado Palestino nas Nações Unidas ao dizer que a decisão de fazer isso foi feita somente depois que o governo israelense recusou "os termos de referência do processo de paz e a cessação da construção de assentamentos" nos territórios ocupados.

#### Crítica do conceito
De acordo com o linguista Noam Chomsky, o termo "direito de existir" é exclusivo do conflito israelo-palestino: "Nenhum Estado tem o direito de existir, e ninguém exige tal direito... Com o objetivo de evitar negociações e um acordo diplomático, os EUA e Israel insistiram em elevar a barreira a algo que ninguém aceitará... [os palestinos não aceitarão... a legitimidade de sua desapropriação ". John V. Whitbeck argumentou que a insistência de Israel em um direito de existir força os palestinos a fornecer uma justificação moral para o seu próprio sofrimento. O jornalista e autor Alan Hart, crítico do sionismo que especulou que os agentes israelenses estavam por trás dos ataques do 11 de setembro, argumentou que não há legitimidade para a reivindicação de Israel de um "direito de existir" no direito internacional. Ele argumenta que Israel, portanto, insiste que os palestinos devem primeiro reconhecer o "direito de existir" no território palestino porque, de acordo com o direito internacional, nem a declaração britânica Balfour, nem a viciada resolução da ONU de 1947 garantiram que a legitimidade e somente os palestinos despossuídos podem conferir sobre Israel: "Israel não tem o direito de existir, a menos que seja reconhecido e legitimado por aqueles que foram despojados de suas terras e seus direitos durante a criação do estado sionista".
O estudioso do direito internacional Anthony Carty observou em 2013 que "a questão de saber se Israel tem um direito legal de existir pode parecer ser um dos mais emocionalmente carregados no vocabulário do direito internacional e da política. Evoca imediatamente a retórica "exterminacionista" de numerosos políticos e ideólogos árabes e islâmicos, e não menos o atual presidente do Irã".

### Caxemira
Representantes do povo da Caxemira afirmam regularmente o direito de existir como uma nação, independente da Índia e do Paquistão.

### Curdistão
Representantes do povo curdo afirmam regularmente o direito de existir como nação.

### Irlanda do Norte
A constituição do Estado livre irlandês afirmou que o território nacional consistia em toda a ilha, negando o direito da Irlanda do Norte de existir.

### Novorossiya
Os defensores de uma novorossiya autônoma no leste da Ucrânia também defendem o direito de Novorossiyan de existir. Devido à controvérsia contínua da mídia em torno das forças motrizes por trás da agitação na Ucrânia, no entanto, o termo traz peso significativo. A RT News informou em dezembro de 2014 que Soika, um voluntário eslovaco de 23 anos de professores que havia estado em Donbass por dois meses, disse-lhes: "Novorossiya tem o direito de existir. Embora a Europa declare os direitos dos povos, reconhece Eles de forma seletiva". Euromaidan geralmente vê o estado não como um movimento de base, mas sim como astroturfing apoiado pela Rússia.

## Citações
(em inglês)
- 1791 Thomas Paine, Rights of Man: "The fact therefore must be that the individuals themselves, each in his own personal and sovereign right, entered into a contract with each other to produce a government: and this is the only mode in which governments have a right to arise, and the only principle on which they have a right to exist."[46]
- 1823 Sir Walter Scott: "Admitting, however, this right to exist in the Greek people is a different question whether there is any right, much more any call, for the nations of Europe to interfere in their support."[3]
- 1882 Ernest Renan, "What is a nation?": So long as this moral consciousness gives proof of its strength by the sacrifices which demand the abdication of the individual to the advantage of the community, it is legitimate and has the right to exist [French: le droit d'exister].[4]
- 1916 American Institute of International Law: "Every nation has the right to exist, and to protect and to conserve its existence."[47]
- 1933 Nazis all over Germany checking if people had voted on withdrawal from the League of Nations said "We do this because Germany's right to exist is now a question of to be or not to be."[48]